# Puerto de Gandía

Contraseña de la provincia marítima de Valencia a la que pertenece

El puerto de Gandía se encuentra situado a orillas del mar Mediterráneo, en la localidad española del mismo nombre del sur de la provincia de Valencia.

## Historia
El puerto de Gandía es planificado por D. Rafael Yagüe el 30 de abril de 1883. Una Real Orden de 1884 autorizaría a Don Sinibaldo Gutiérrez a construir las primeras obras portuarias en ese enclave costero, cuyos derechos serían adquiridos por la compañía británica “The Alcoy-Gandía Railway & Harbour Company Limited”, cuyos objetivos eran, por una parte importar el carbón que necesitaban las industrias textiles alcoyanas, y por otra, exportar los productos de la zona a los mercados ultramarinos. Se colocó su primera piedra el 23 de junio de 1886. Tres años más tarde se transfiere la titularidad del mismo a la compañía británica “The Alcoy & Gandia Railway and Harbour Company Limited”, cuyos objetivos eran, por una parte, importar el carbón que necesitaban las industrias textiles alcoyanas y, por otra, exportar los productos de la zona a los mercados ultramarinos. Esta última sociedad amplía las obras y llega a convertir a Gandía en el segundo puerto frutero de España, alcanzando las 250.000 toneladas en 1934. 
En 1946, tras la Segunda Guerra Mundial y debido a la disminución de la actividad del puerto, el Estado declara el puerto de Gandía “de interés general”, haciendo efectiva la compra del mismo el 21 de octubre de ese mismo año y pasando finalmente en 1961 a pertenecer a la Comisión Administrativa Grupo de Puertos de Valencia.
El Tren Alcoy-Gandía se inauguró en 1892, y estuvo en funcionamiento hasta 1969. Con posterioridad, RENFE construyó una línea de ancho ibérico que conectaba el puerto con la línea Silla-Gandía.
La Autoridad Portuaria de Valencia incorpora el puerto de Gandía a su ámbito de gestión en 1985, realizando importantes mejoras y ampliaciones en el recinto e impulsando el tráfico.

## Instalaciones
La superficie total del puerto es de 230 .374  m². Para sus operaciones comerciales, el puerto de Gandía dispone de un total de 1283 m de líneas de atraque entre sus muelles y pantalanes. El recinto está conectado con la red de carreteras a través de la autopista AP-7, disponiendo también de conexión ferroviaria.
Usos principales:
- Puerto Deportivo
- Puerto Pesquero
- Puerto Comercial

También existe un servicio veraniego de pasaje a Ibiza y Palma de Mallorca con Trasmediterránea.

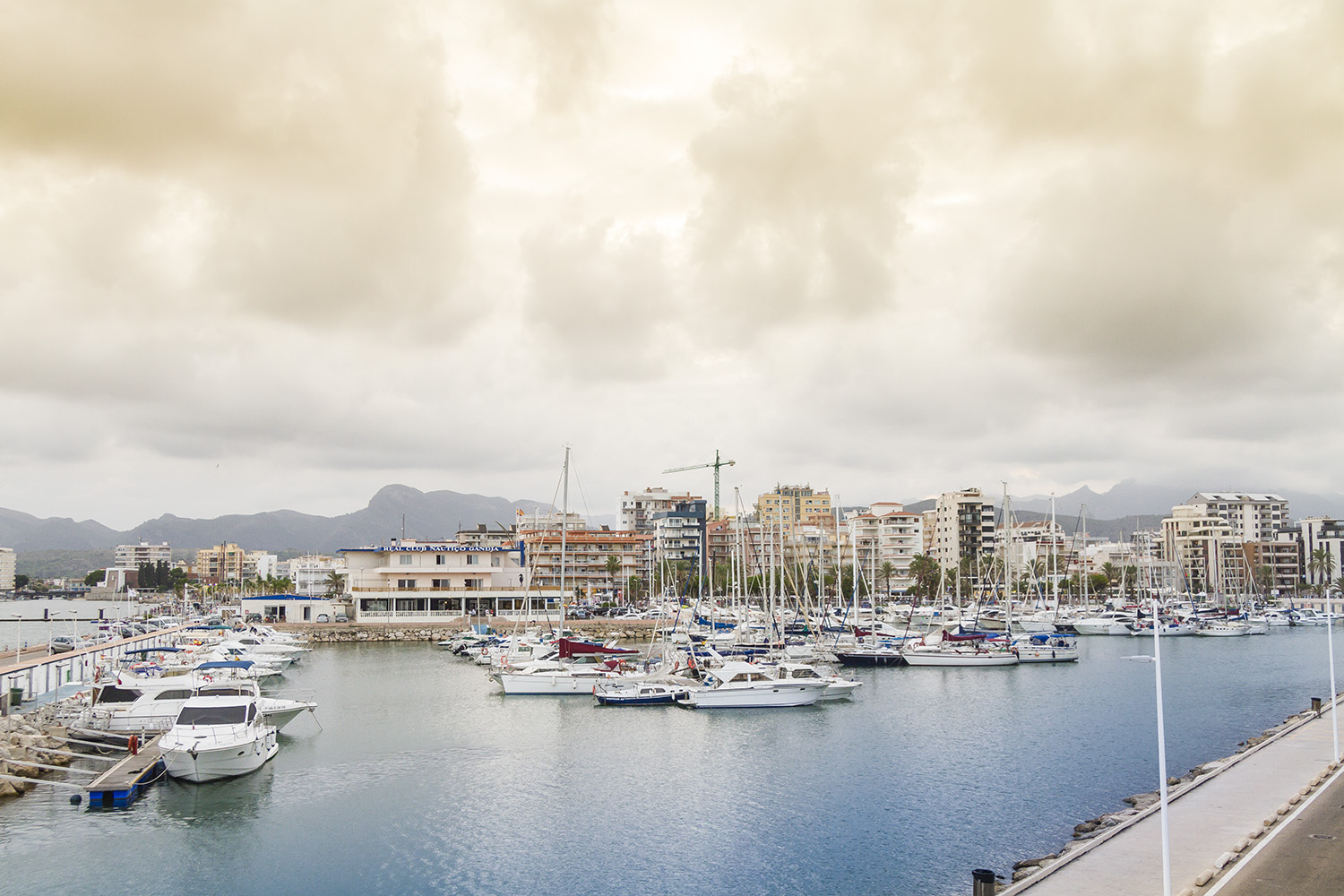
Puerto Deportivo
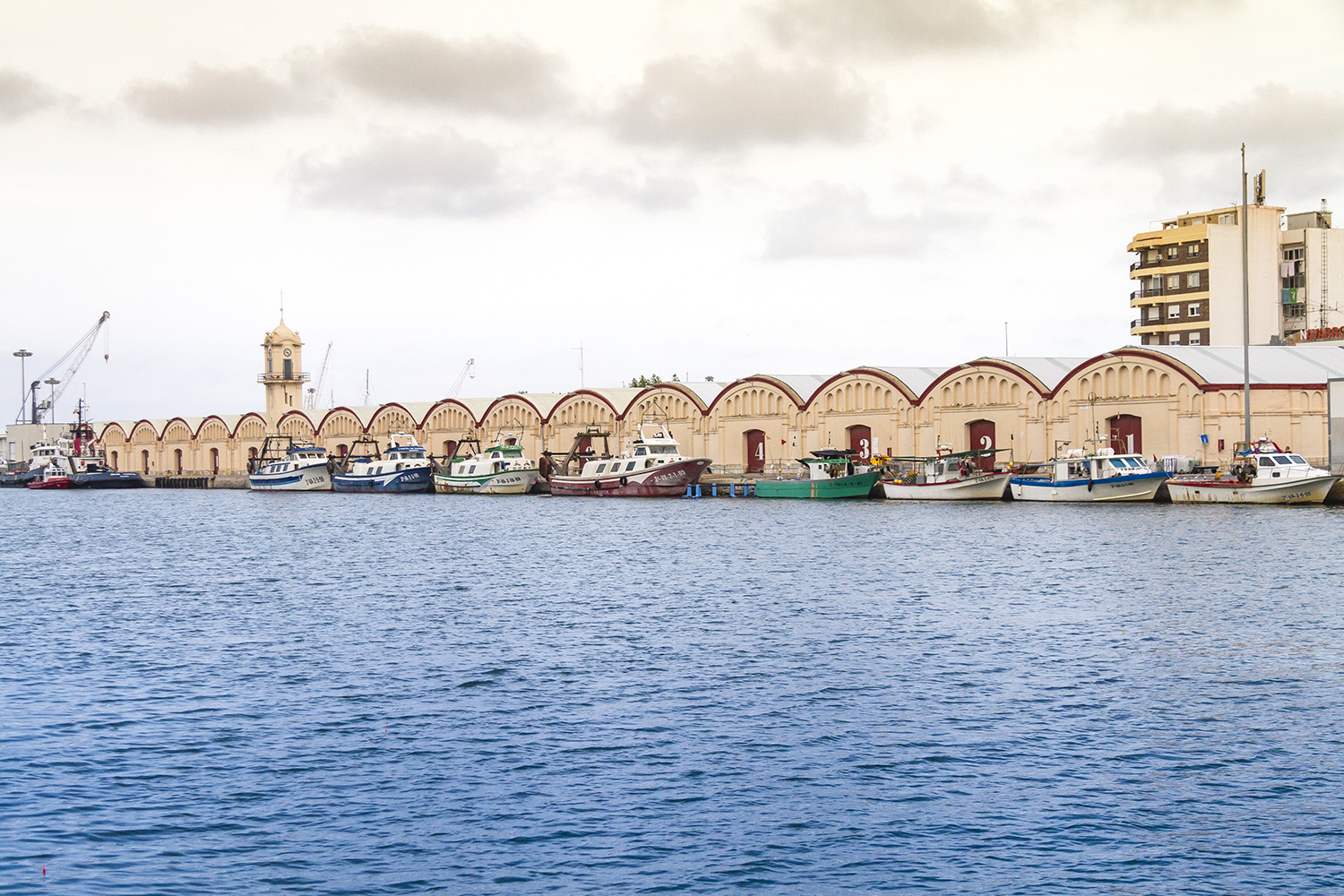
Puerto Pesquero
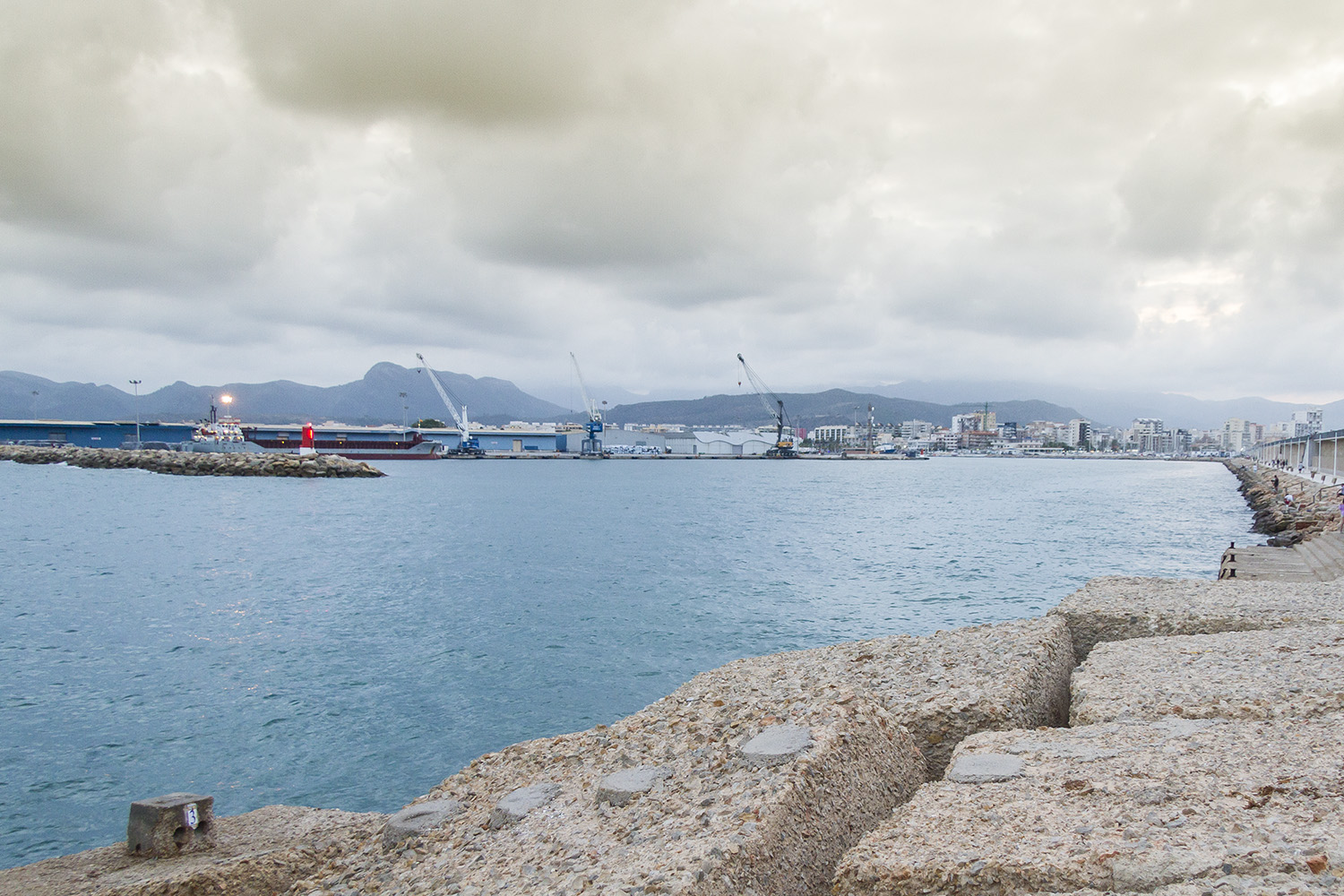
Puerto Comercial

### Tráficos
El puerto de Gandía atiende un tráfico de carga general, con un alto grado de especialización en la manipulación de mercancías como: bobinas y pasta de papel, paquetes de madera, productos siderúrgicos, chapas y varillas de hierro, productos perecederos y fruta refrigerada de exportación e importación. Asimismo, atiende otros tráficos que utilizan el puerto de manera puntual: otros productos siderúrgicos,  mármoles, automóviles, maquinaria, etc., y que tienen principalmente como punto de origen o destino industrias situadas en su hinterland.
| Mercancía                           | Total             |
| ----------------------------------- | ----------------- |
| Granel sólido                       | 701 toneladas     |
| Mercancía General no containerizada | 363.565 toneladas |
| Mercancía General containerizada    | 17.640 toneladas  |
| Pesca                               | 1.338 toneladas   |
| Total tráfico                       | 385.242 toneladas |
| Total TEU                           | 1.594 TEU         |